# Ляскі (Радомський повіт)
Ляскі (пол. Laski) — село в Польщі, у гміні Пйонки Радомського повіту Мазовецького воєводства.
Населення — 705 осіб (2011).

## Демографія
Демографічна структура станом на 31 березня 2011 року:
|          | Загалом | Допрацездатний вік | Працездатний вік | Постпрацездатний вік |
| -------- | ------- | ------------------ | ---------------- | -------------------- |
| Чоловіки | 351     | 80                 | 238              | 33                   |
| Жінки    | 354     | 77                 | 199              | 78                   |
| Разом    | 705     | 157                | 437              | 111                  |